# Favillea argillacea
Favillea argillacea — вид грибів, що належить до монотипового роду Favillea.